# Родолюб Анастасов
Родолюб Анастасов (на македонска литературна норма: Родољуб Анастасов) е северномакедонски художник, един от най-видните художници в съвременното изкуство на Северна Македония.

## Биография
Роден е в 1935 година в Скопие. Завършва Художествената академия в Белград в 1962 година. От 1980 година до пенсионирането си е професор във Факултета за художествени изкуства към Скопския университет. Анастасов дарява в 2011 година на Музея на град Скопие колекцията си от 389 художествени творби.
Член е на Дружеството на художниците на Македония. Носител е на редица награди.